# Оксид натрия
Окси́д на́трия (окись натрия) — бинарное неорганическое бесцветное вещество, имеющее химическую формулу Na2O. Типичный представитель основных оксидов. Бурно реагирует с водой.

## Описание
Оксид натрия представляет собой бесцветные кристаллы кубической сингонии. Хранить оксид натрия Na2O лучше всего в безводном бензоле.

## Получение
1. Взаимодействие металлического натрия с кислородом:
Чистый оксид натрия получить непосредственным окислением натрия нельзя, так как образуется смесь, состоящая из 80 % оксида натрия и 20 % пероксида натрия:
{\displaystyle {\mathsf {6Na+2\ O_{2}\longrightarrow 2Na_{2}O+Na_{2}O_{2}}}}
2. Взаимодействие металлического натрия с нитратом натрия:
{\displaystyle {\mathsf {10Na+2NaNO_{3}\longrightarrow 6Na_{2}O+N_{2}}}}
3. Прокаливание пероксида натрия с избытком натрия:
{\displaystyle {\mathsf {Na_{2}O_{2}+2\ Na\longrightarrow 2\ Na_{2}O}}}
4. Прокаливанием карбоната натрия при 1000 °C, получаемого в свою очередь прокаливанием гидрокарбоната натрия при 200 °C.
{\displaystyle {\ce {NaHCO_{3}->[{T=200}][{H_{2}O+CO_{2}}]Na_{2}CO3->[{T=1000}][{CO_{2}}]Na_{2}O}}}
5. Разложением нитрита натрия.
{\displaystyle {\mathsf {4NaNO_{2}\rightarrow 2Na_{2}O+4NO+O_{2}}}}

## Химические свойства
1. При нагревании разлагается до пероксида натрия:
{\displaystyle {\mathsf {2Na_{2}O\xrightarrow {700^{o}C} \ Na_{2}O_{2}+2Na}}}
2. Взаимодействие с водой с образованием щёлочи:
{\displaystyle {\mathsf {Na_{2}O+H_{2}O\longrightarrow 2\ NaOH}}}

Данная реакция сильно экзотермична, вода при реакции с окисью натрия закипает.
3. Взаимодействие с кислотными оксидами с образованием соли:
{\displaystyle {\mathsf {Na_{2}O+CO_{2}\xrightarrow {450-550^{o}C} Na_{2}CO_{3}}}}
4. Взаимодействие с кислотами с образованием соли и воды:
{\displaystyle {\mathsf {Na_{2}O+2\ HCl\longrightarrow 2\ NaCl+H_{2}O}}}
5. Взаимодействие с жидким аммиаком с образованием амида:
{\displaystyle {\mathsf {Na_{2}O+NH_{3}\xrightarrow {-50^{o}C} NaNH_{2}+NaOH}}}
6. Окисление кислородом до пероксида:
{\displaystyle {\mathsf {2Na_{2}O+O_{2}\xrightarrow {250-350^{o}C,p} 2Na_{2}O_{2}}}}

## Применение
Оксид натрия применяется, в основном, в качестве реактива для различных синтезов, для приготовления гидроксида натрия, динептуната(VI) натрия и других веществ.